# Pueblo (Moca)
Pueblo es un barrio ubicado en el municipio de Moca en el estado libre asociado de Puerto Rico. En el Censo de 2010 tenía una población de 6364 habitantes y una densidad poblacional de 706,69 personas por km².

## Geografía
Pueblo se encuentra ubicado en las coordenadas 18°24′1″N 67°6′17″O / 18.40028, -67.10472. Según la Oficina del Censo de los Estados Unidos, Pueblo tiene una superficie total de 9.01 km², de la cual 8.98 km² corresponden a tierra firme y (0.32%) 0.03 km² es agua.

## Demografía
Según el censo de 2010, había 6364 personas residiendo en Pueblo. La densidad de población era de 706,69 hab./km². De los 6364 habitantes, Pueblo estaba compuesto por el 90.49% blancos, el 4.23% eran afroamericanos, el 0.13% eran amerindios, el 0.09% eran asiáticos, el 0.05% eran isleños del Pacífico, el 3.19% eran de otras razas y el 1.82% pertenecían a dos o más razas. Del total de la población el 99.5% eran hispanos o latinos de cualquier raza.